# Platycheirus tatricus
Platycheirus tatricus is een vliegensoort uit de familie van de zweefvliegen (Syrphidae). De wetenschappelijke naam van de soort is voor het eerst geldig gepubliceerd in 1982 door Dusek & Laska.